# Spinout (альбом)
| Оценки критиков | Оценки критиков                                                          |
| Источник        | Оценка                                                                   |
| --------------- | ------------------------------------------------------------------------ |
| AllMusic        | 3 из 5 звёзд · 3 из 5 звёзд · 3 из 5 звёзд · 3 из 5 звёзд · 3 из 5 звёзд |

Spinout — студийный альбом Элвиса Пресли, представлявший собой саундтрек к одноимённому фильму с его участием «Выходные в Калифорнии», вышедшему на экраны в 1966 году.
Альбом поступил в продажу 31 октября 1966 года. В США он поднялся на 18 место в альбомном чарте Billboard Top LP’s (американского журнала «Билборд»).

## Подробности
Альбом-саундтрек с одноимённым с фильмом названием был выпущен в октябре 1966 года. Первые девять песен были записаны в середине февраля 1966 года на студии «Radio Recorders» в Голливуде, штат Калифорния с заключительными тремя, записанными в мае-июне на студии «RCA Records» в Нашвилле, штат Теннесси. В альбом вошли три «бонус-трека», не прозвучавших в фильме. Эти песни были записаны во время музыкальной сессии госпел-альбома How Great Thou Art: композиция «Tomorrow Is a Long Time» Боба Дилана, с продолжительностью больше чем 5 минут (этот трек является одной из самых длинных песен Пресли, выпущенных до настоящего времени), «Down in the Alley» и баллада «I’ll Remember You». Вводный трек альбома — «Stop, Look and Listen» стал кавер-версией песни «Bill Haley & His Comets», записанной в феврале 1965 года.

## Список композиций
| №  | Название                | Автор(ы)                               | {{{extra_column}}} | Длительность |
| -- | ----------------------- | -------------------------------------- | ------------------ | ------------ |
| 1. | «Stop, Look and Listen» | Joy Byers                              | February 16, 1966  | 1:31         |
| 2. | «Adam and Evil»         | Fred Wise and Randy Starr              | February 17, 1966  | 1:55         |
| 3. | «All That I Am»         | Sid Tepper and Roy C. Bennett          | February 17, 1966  | 2:15         |
| 4. | «Never Say Yes»         | Doc Pomus and Mort Shuman              | February 17, 1966  | 1:53         |
| 5. | «Am I Ready»            | Sid Tepper and Roy C. Bennett          | February 16, 1966  | 2:26         |
| 6. | «Beach Shack»           | Bill Giant, Bernie Baum, Florence Kaye | February 16, 1966  | 1:48         |

| №  | Название                                | Автор(ы)                               | {{{extra_column}}} | Длительность |
| -- | --------------------------------------- | -------------------------------------- | ------------------ | ------------ |
| 1. | «Spinout»                               | Ben Weisman, Dolores Fuller, Sid Wayne | February 17, 1966  | 2:32         |
| 2. | «Smörgåsbord»                           | Sid Tepper and Roy C. Bennett          | February 16, 1966  | 2:01         |
| 3. | «I'll Be Back»                          | Ben Weisman and Sid Wayne              | February 17, 1966  | 2:02         |
| 4. | «Tomorrow is a Long Time» (bonus track) | Bob Dylan                              | May 26, 1966       | 5:20         |
| 5. | «Down in the Alley» (bonus track)       | Jesse Stone                            | May 26, 1966       | 2:48         |
| 6. | «I'll Remember You» (bonus track)       | Kui Lee                                | June 10, 1966      | 2:52         |

## Состав музыкантов
- Элвис Пресли — вокал
- The Jordanaires — бэк-вокал
- Скотти Мур, Тини Тимбрелл, Джеймс Бертон — гитара
- Боб Мур — бас-гитара
- Доминик Фонтана, Бадди Харман — барабаны
- Флойд Крамер — фортепиано
- Бутс Рэндольф — саксофон
- Генри Слоутер — клавиетта